# Каподимонте
Каподимонте (итал. Capodimonte) је насеље у Италији у округу Витербо, региону Лацио.
Према процени из 2011. у насељу је живело 1399 становника. Насеље се налази на надморској висини од 311 м.

## Становништво
Према резултатима пописа становништва 2011. у општини је живело 1.741 становника.
| 1936. | 1951. | 1961. | 1971. | 1981. | 1991. | 2001. | 2011. |
| ----- | ----- | ----- | ----- | ----- | ----- | ----- | ----- |
| 2.093 | 2.129 | 2.034 | 1.722 | 1.647 | 1.693 | 1.686 | 1.741 |